# بيتر تشيشولم
بيتر تشيشولم هو عازف كمان ‏ كندي، ولد في 1908 في Margaree Forks, Nova Scotia ‏ في كندا، وتوفي في 1979.

## وصلات خارجية
- بيتر تشيشولم على موقع ميوزك برينز (الإنجليزية)